# Topomyia sabahensis
Topomyia sabahensis är en tvåvingeart som beskrevs av Ramalingam och Ramakrishna 1988. Topomyia sabahensis ingår i släktet Topomyia och familjen stickmyggor. Inga underarter finns listade i Catalogue of Life.